# Piskorovce
Piskorovce este o comună slovacă, aflată în districtul Vranov nad Topľou din regiunea Prešov, pe malul râului Ondalík⁠(d). Localitatea se află la altitudinea de 244 m deasupra n.m., se întinde pe o suprafață de 7,67 km2 și în 2017 număra 122 de locuitori.

## Istoric
Localitatea Piskorovce este atestată documentar din 1408.

## Demografie
| An:                | 1994 | 2004   | 2014    | 2024    |
| ------------------ | ---- | ------ | ------- | ------- |
| Număr de persoane: | 166  | 160    | 142     | 112     |
| Diferență:         |      | −3,61% | −11,25% | −21,12% |

| An:                | 2023 | 2024   |
| ------------------ | ---- | ------ |
| Număr de persoane: | 115  | 112    |
| Diferență:         |      | −2,60% |